# Lynn Paula Russell
Pour les articles homonymes, voir Russell.
Lynn Paula Russell, aussi connue sous le pseudonyme Paula Meadows, née le 27 juin 1949, est une actrice, illustratrice et auteure de bande dessinée britannique spécialisée dans l'érotisme.

## Biographie
Lynn Paula Russell suit des cours au Canterbury College of Art puis entame une carrière d'actrice de cinéma et de théâtre, avant de s'installer aux États-Unis pour tourner dans des films X, sous le nom de Paula Meadows, comme Good girl, bad girl ou Fashion Fantasies. À l'âge de 36 ans, revenue en Grande-Bretagne, elle reprend le dessin et les portraits, puis crée des bandes dessinées érotiques sur les conseils d'Erich von Götha, collaborant avec les éditions CAP (Centre audiovisuel de productions), Bédé X, le magazine Februs. Ses œuvres de bédéaste incluent l'héroïne Sabina, Sophisticated Ladies et Vacances d'été.

## Bande dessinée et illustration
- Sabina
  - Tome 1, éd. CAP, coll. Bédé X, 1992
  - Tome 2, éd. CAP, coll. Bédé X, 1992
- Vacances d'été, éd. I.P.M. - International Presse Magazine, 1998  (ISBN 2-912003-02-4)
- Sophisticated ladies, éd. Dynamite, 2006  (ISBN 2-915101-19-1)